# Paul Speidel
Paul Speidel is een historisch merk van motorfietsen.
Zwitserse constructeur die vanaf 1914 automobielen maakte en in 1917 motorfietsen ging produceren onder de merknaam Quick. De eerste machines waren voorzien van Condor-blokken met Precision-versnellingsbakken. Later werden ook nog Müller & Vogel-, Moser-, en Zürcher-motoren ingebouwd. In de jaren twintig bouwde hij onder de merknaam Paul Speidel motorfietsen met de oliegekoelde 349 cc Bradshaw eencilindermotor.